# Lathosea pullata
Lathosea pullata là một loài bướm đêm trong họ Noctuidae.